# Martin Jansson
Anders Martin Jansson, född 24 december 1868 i Eskilstuna, död 26 april 1953 i Stockholm, var en svensk meteorolog och statistiker. 
Jansson blev filosofie kandidat 1892, filosofie licentiat 1901 och filosofie doktor vid Uppsala universitet 1904. Han var amanuens vid Uppsala meteorologiska observatorium 1897–1902, svensk assistent vid Station Franco-Scandinave de sondages aériens i Danmark 1902–1903, assistent vid Statens meteorologiska centralanstalt 1903–1912, föreståndare för Vassijaure, senare Abisko naturvetenskapliga station 1911–1915, amanuens vid Kommerskollegiums statistiska byrå 1904–1912, aktuarie 1912–1914, förste aktuarie 1914–1921 samt byråchef och kommerseråd 1921–1935.
Jansson var ordförande i Statistiska föreningen 1919–1927, blev hedersledamot där 1928, ordförande i styrelsen för Lyceum för flickor från 1919, ledamot av Statistiska tabellkommissionen 1921–1935, av International Statistical Institute i Haag från 1925, representant vid internationella konferensen för ekonomisk statistik i Genève 1928, korresponderande ledamot av Statistiska samfundet i Finland från 1930 och hedersledamot av Societé Hongroise de statistique från 1934. 
Jansson skrev bland annat Sur la trombe de Borås le 3 juillet 1899 (1900) och Om värmeledningsförmågan hos snö (doktorsavhandling 1904). Han blev kommendör av Vasaorden och riddare av Nordstjärneorden. Martin Jansson är begravd på Norra begravningsplatsen utanför Stockholm.